# André Vairetto
André Vairetto, né le 20 janvier 1960 à Saint-Pierre-d'Albigny (Savoie), est un homme politique français.

## Biographie
Professeur d'Histoire-Géographie, il s'engage en politique et devient Maire de Notre-Dame-des-Millières en 1989.
Il est ensuite élu, en 1992, conseiller général du canton Grésy-sur-Isère.
Suppléant de Thierry Repentin lors des sénatoriales de 2004, il devient sénateur de la Savoie un mois après l'entrée de celui-ci dans le gouvernement Ayrault II,,.
En mars 2015,,, à la suite du redécoupage cantonal de 2014, il est élu conseiller départemental, du canton d'Albertville-2, en tandem avec Dominique Ruaz,,,.